# Цорниг Андерсен, Лисбет
Лисбет Малена Цорниг Андерсен (дат. Lisbeth Malene Zornig Andersen; род. 12 февраля 1968 в Vanløse) — датский экономист, писатель, бывший президент Национального совета по делам детей.

## Биография
Лисбет Цорниг Андерсен стала известна после документального фильма «Мое детство в аду», где она берёт интервью у своего отчима и матери о своём детстве, которое было заполнено физическим и сексуальным насилием. Результатом стала автобиография «Цорниг — гнев мое второе имя».

## Сочинения
- Цорниг — гнев мое второе имя / Лизбет Цорниг Андерсен. — Kbh., Gyldendal, 2011. — 212 страниц, с иллюстрациями

## Фильмография
- Мое детство в аду / Min barndom i helvede (режиссёр: Метте Корсгор, 2012)